# ولاية المنيعة

ولاية المنيعة هي ولاية جزائرية تقع في جنوب الجزائر، تحمل عاصمتها نفس الاسم : المنيعة.

## التعريف بالولاية
المنيعة، هي ولاية جزائرية تقع في جنوب الجزائر، يقع مركز الولاية بمدينة المنيعة.

## لمحة تاريخية عن المنيعة
تم إنشاء ولاية المنيعة في 26 نوفمبر 2019. وفي عام 2021، أضفى الرئيس تبون الطابع الرسمي على التقسيم الإداري الجديد.
كانت سابقا ولاية منتدبة، أحدثت بموجب القانون رقم 15-140 المؤرخ في 27 ماي 2015 المتعلق بإحداث دوائر إدارية في بعض الولايات ووضع القواعد الخاصة المرتبطة بها وكذا قائمة البلديات الملحقة بها. قبل 2019 كانت تابعة لولاية غرداية.

## التسمية، الموقع، والمناخ

### الموقع
يحدها
- شمالاً: ولاية غرداية
- شرقاً: ولاية ورقلة
- جنوباً: ولاية عين صالح
- غرباً: ولاية تيميمون، ولاية البيض

## التنظيم الإداري

### البلديات 3
بلدية المنيعة
بلدية حاسي القارة
بلدية حاسي الفحل

## السكان
وفقا للتعداد العام للسكان والمساكن لعام 2008، بلغ عدد سكان جميع بلديات ولاية المنيا 57.276 نسمة.

## الرياضة بالمنيعة

### أهم أندية كرة القدم في ولاية المنيعة
النادي الرياضي الفتح CSF
رائد شباب بلدية المنيعة RCBL
رائد شباب حاسي القارة RCBHG